# Menrva (cráter)
Menrva es el cráter más grande de Titán, con un diámetro de 392 kilómetros. El cráter es una cuenca de impacto de doble anillo muy erosionada, similar a las formaciones de impacto de Marte y Mercurio. Esto se evidencia por la clara ausencia de un pico central en Menrva, lo que indica una modificación de la superficie del cráter desde su formación. Se estima que Menrva tiene una profundidad aproximada de 2.8 kilómetros.
Una red de canales, conocida como Elivagar Flumina, fluye desde la cresta del cráter hacia una cuenca de captación. La formación recibe su nombre de Menrva, diosa de la sabiduría en la mitología etrusca.